# Globe Air
Die Globe Air war eine Schweizer Charterfluggesellschaft mit Sitz in Basel.

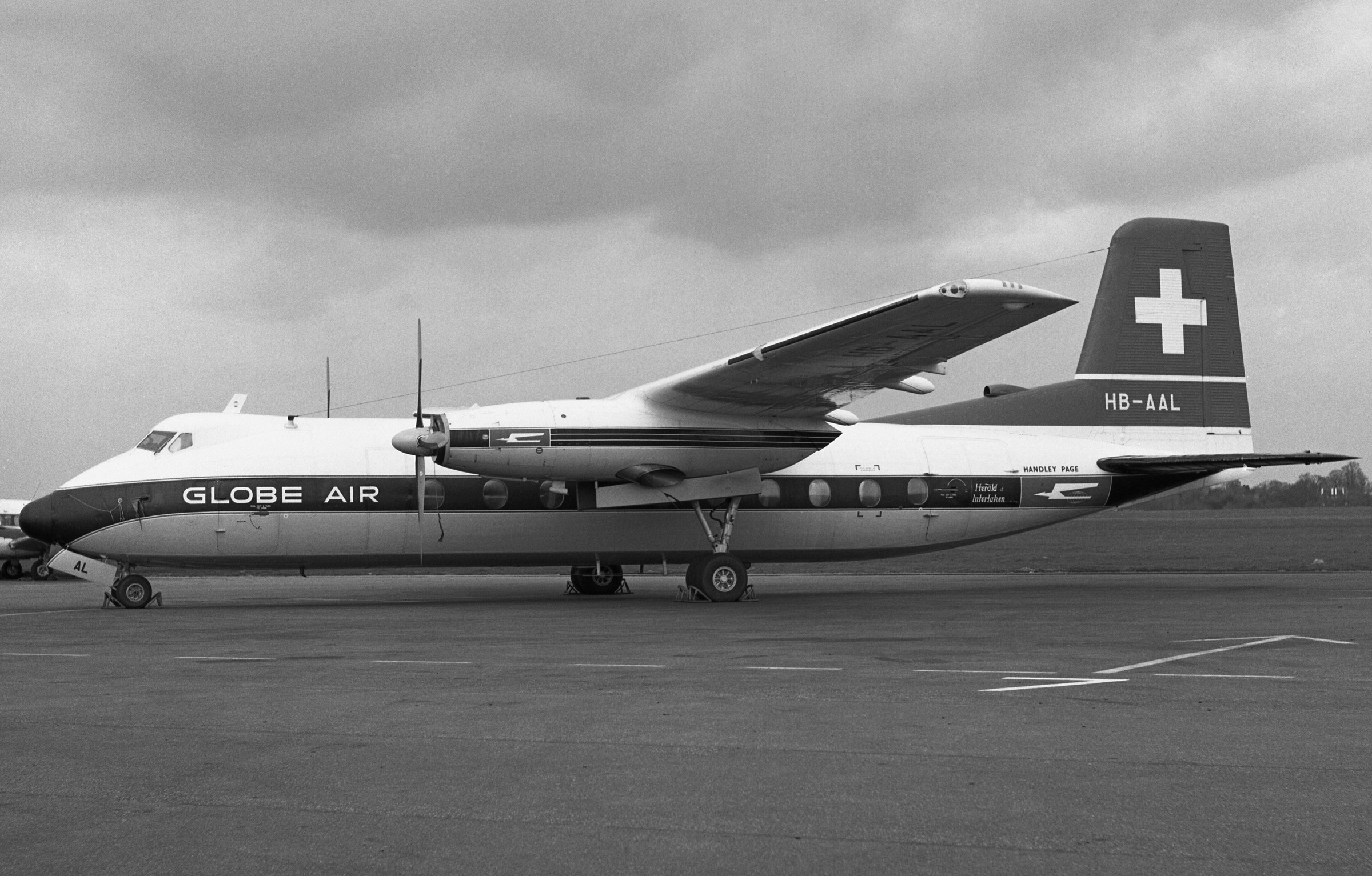
Handley Page HPR.7 Dart-Herald 210 HB-AAL der Globe Air, Southend 1966

## Geschichte
Das Unternehmen wurde 1958 in Basel gegründet, wobei der Hauptaktionär Peter G. Staechelin war. Die Flotte umfasste zunächst drei Maschinen des Typs Airspeed AS.57 Ambassador, welche von der British European Airways übernommen worden waren. Diese Flugzeuge wurden ersetzt durch insgesamt vier Maschinen vom Typ Handley Page HPR.7 Herald, welche später ergänzt wurden durch zwei Maschinen des Typs Bristol Britannia 313.
Die Gesellschaft führte vorwiegend Charterflüge durch und überflügelte 1963/64, zwei Jahre nach Aufnahme des Flugbetriebs, bereits die Balair. Im Jahr 1963 ersuchte sie das Bundesamt um eine Konzession für Inlandflüge, da die Swissair den Betrieb ab Bern eingestellt hatte. Nach Auseinandersetzungen zwischen Swissair, Globe Air und dem eidgenössischen Luftamt beanspruchte die Swissair die Linien ab Bern erneut für sich, beauftragte aber die Balair mit deren Betrieb. Dies sorgte auch in der Öffentlichkeit für hitzige Diskussionen. Im Jahr 1965 gründete die Globe Air einen Ableger in Uganda, der jedoch nie den Flugbetrieb aufnahm. Aus der in Nairobi (Kenia) gegründeten Globe Air East Africa, einem weiteren Tochterunternehmen der Globe Air, ging nach ihrem Konkurs die Fluggesellschaft African Safari Airways (ASA) hervor.
Nach der Flugzeugkatastrophe vom 20. April 1967 in Nikosia mit 126 Toten (siehe unter Zwischenfälle) meldete die Gesellschaft, deren Buchhaltung schon zuvor manipuliert war, im Oktober 1967 Konkurs an. Am 24. April 1968 wurden die verbliebenen Flugzeuge in Basel vergantet.

## Flotte
Im Laufe ihres Bestehens betrieb Globe Air folgende Flugzeugtypen:
- Airspeed AS.57 Ambassador
- Bristol Britannia
- Handley Page HPR.7 Herald

## Zwischenfälle
- Am 20. April 1967 wurde eine Bristol Britannia 313 der Globe Air (Luftfahrzeugkennzeichen HB-ITB) im Anflug auf den Flughafen Nikosia (Zypern) vier Kilometer vor der Landebahn in einen Hügel geflogen. Von den 130 Insassen wurden durch diesen CFIT (Controlled flight into terrain) 126 getötet (siehe auch Flugzeugkatastrophe von Nikosia).[9]